# Ophiogomphus severus
Ophiogomphus severus là loài chuồn chuồn trong họ Gomphidae. Loài này được Hagen mô tả khoa học đầu tiên năm 1874.